# 熊貓金幣
熊猫金币（英語：Chinese Gold Panda）又称中国熊猫金币，是中国人民银行发行的一系列以大熊猫为题材的金质纪念币的合称，均为中华人民共和国法定货币，于1982年首次发行，此后连续每年发行至今。金币正面中部刻有北京天坛祈年殿图样，上部及下部分别刻有“中华人民共和国”字样和发行年份，背面的中间是大熊猫图案，四周环刻有重量、成色、面额等信息。

## 历史
1981年，中国政府决定铸造熊猫金币，并委派上海造币厂进行设计制造。1982年9月16日，中国人民银行开始在香港和海外发行首套熊猫金币，分为1、1/2、1/4和1/10盎司四种，其后每年都会发行不同规格的熊猫金币。同时，中国每年亦会发行熊猫银币、铂币，设计与熊猫金币相同。
2002年之前，熊猫金币分为国内版和国际版，至2002年起不再区分。2015年版的熊猫金币取消了重量和成色标注，但实际上沿用旧制；2016年，熊猫金币恢复标注重量和成色，但重量单位由英制的盎司全部改为公制的克或千克，并沿用至今。

## 设计
正面图案自1982年起一直沿用国号“中华人民共和国”、天坛祈年殿和公元年份的图案。背面由熊猫图案、面值（1982版无面值）及重量、成色（99.9%，2015版未标注重量及成色）组成；除2001年和2002年之外，每年都会有不同的熊猫图案设计。
除每年发行的通常版本外，中国人民银行还会不定期发行特别版本的熊猫金币。例如2009年发行的“中国现代贵金属纪念币发行30周年”纪念金银币采用了当年熊猫金银币的设计，只是在硬币正反面加上了中英文“中国现代贵金属纪念币发行30周年纪念”字样；2012年，为纪念熊猫金币发行30周年，中国人民银行发行了“中国熊猫金币发行30周年”金银纪念币，该版纪念币的熊猫图案为全新设计，正面加上中文“中国熊猫金币发行三十周年纪念”字样。
2022年恰逢熊猫金币发行40周年及2022年北京冬奥会，这一年的熊猫金币也以冬奥为主题，为“爱上熊猫爱上雪”（雪中嬉戏的两只熊猫）。